# غلدرة (مقاطعة تشرداول)
غلدرة (بالفارسية: گلدره) هي قرية تقع في قسم زردلان الريفي (مقاطعة تشرداول) في إيران. يقدر عدد سكانها بـ 85 نسمة .